# 300 Hommes
Pour plus de détails, voir Fiche technique et Distribution.
300 Hommes est un documentaire français réalisé par Aline Dalbis et Emmanuel Gras, sorti en 2014.

## Synopsis
L'accueil dans un centre d'hébergement et de réinsertion sociale dans le quartier de la Joliette à Marseille : l'établissement, géré par la Fondation Saint-Jean-de-Dieu, dispose de 300 places pour des hommes « sans abri ».

## Fiche technique
Sauf indication contraire, les informations mentionnées dans cette section peuvent être confirmées par les bases de données cinématographiques IMDb et Allociné,  présentes dans la section « Liens externes ».
- Titre : 300 Hommes
- Réalisation : Aline Dalbis et Emmanuel Gras
- Scénario : Aline Dalbis et Emmanuel Gras
- Photographie : Emmanuel Gras
- Son : Aline Dalbis
- Montage : Sophie Reiter
- Production : Nora Philippe
- Sociétés de production : Les Films de l'air, en coproduction avec Inthemood
- Société de distribution : Sophie Dulac Distribution
- Pays de production :  France
- Genre : documentaire
- Durée : 82 minutes
- Date de sortie :
  - France : 26 mars 2014 (Festival Cinéma du réel) ; 25 mars 2015 (sortie nationale ; selon les sources)

## Distinction
Sauf indication contraire, les informations mentionnées dans cette section peuvent être confirmées par la base de données cinématographiques IMDb,  présente dans la section « Liens externes ».
- Festival Cinéma du réel 2014 : en compétition pour le prix Louis Marcorelles